# Tōju Nakae

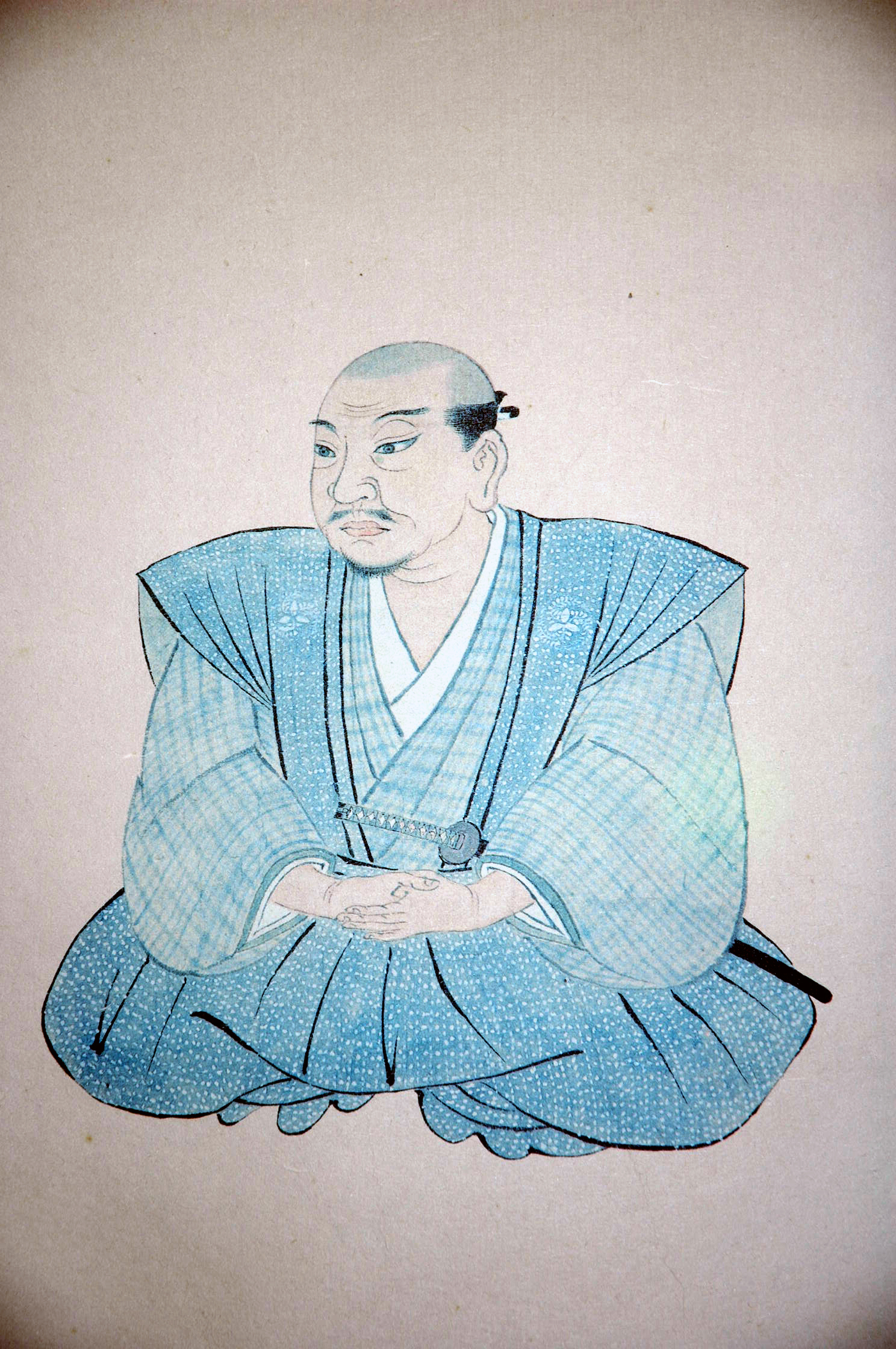
Tōju Nakae

Tōju Nakae (jap. 中江藤樹 Nakae Tōju; ur. 1608, zm. 1648) – japoński filozof neokonfucjański okresu Edo.

## Życiorys
Był synem chłopa, adoptowanym przez samurajską rodzinę. Początkowo wyznawał ortodoksyjną naukę Zhu Xi, w wieku 36 lat zwrócił się jednak ku intuicjonistycznej szkole Wang Yangminga. Był jednym z najzagorzalszych krytyków Razana Hayashiego, czołowego filozofa ówczesnej Japonii. Za naczelną zasadę uważał życie w zgodzie z własnym sumieniem, bez kierowania się egoistycznymi pobudkami. Dowodził, że wszelkie różnice między ludźmi dotyczą jedynie sfery moralnej. Propagował cnotę nabożności synowskiej, której sam dał wyraz, sprzedając swoje miecze samurajskie celem zaopiekowania się chorą matką. Po jej śmierci otworzył szkołę, w której propagował doktrynę Wang Yangminga. 
Jednym z najważniejszych dzieł Tōju Nakae jest dialog Okina mondō (翁問答), w którym poddał krytyce nauki Zhu Xi. W pracy tej propagował doktrynę intuicjonizmu moralnego oraz wyższości praktyki nad teorią. Najwybitniejszym uczniem Nakae i kontynuatorem jego dzieła był Banzan Kumazawa.